# Peter von der Rennen
Peter von den Rennen (ur. 1607 w Gdańsku, zm. 1671 tamże) – gdański złotnik.

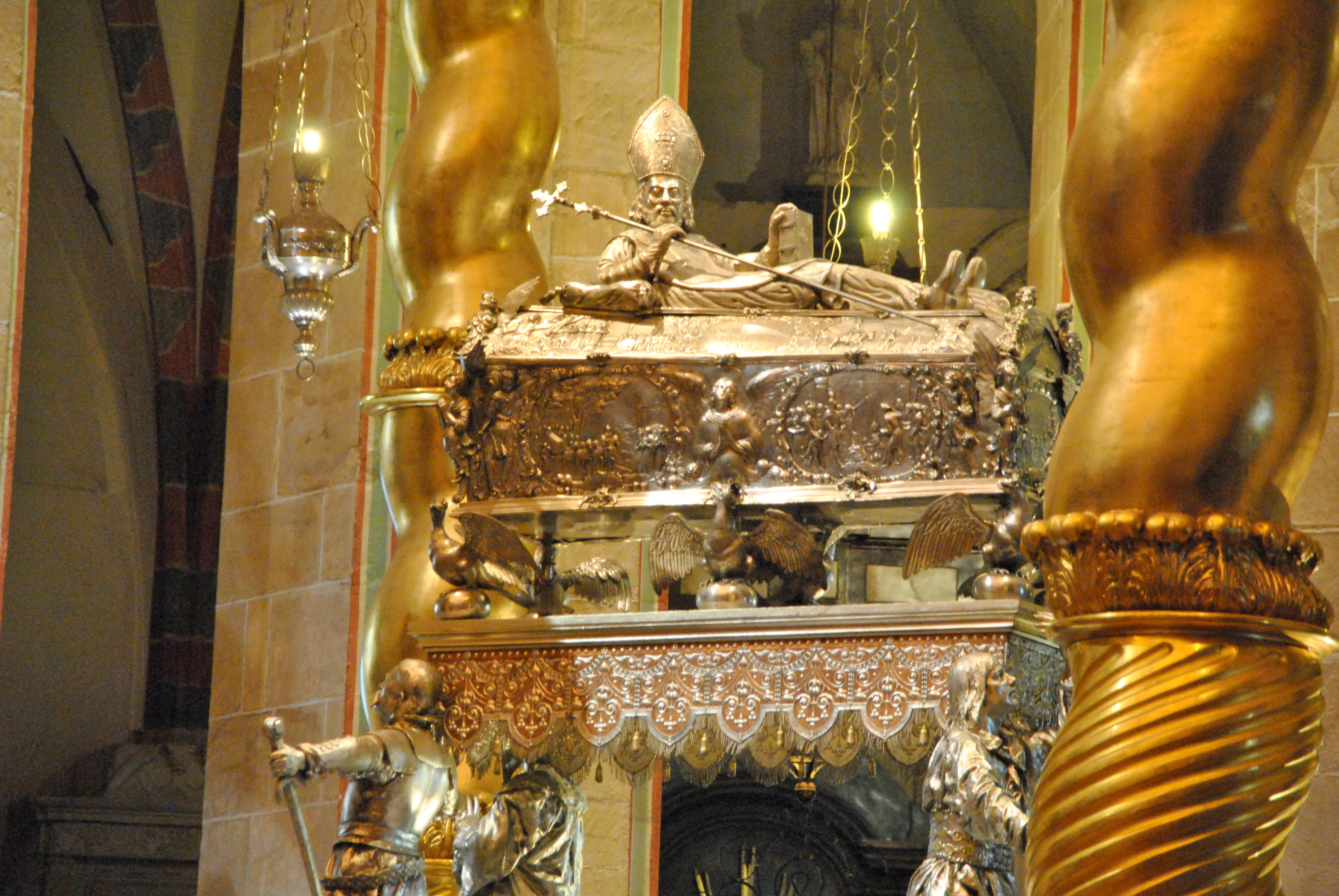
Relikwiarz św. Wojciecha w katedrze gnieźnieńskiej

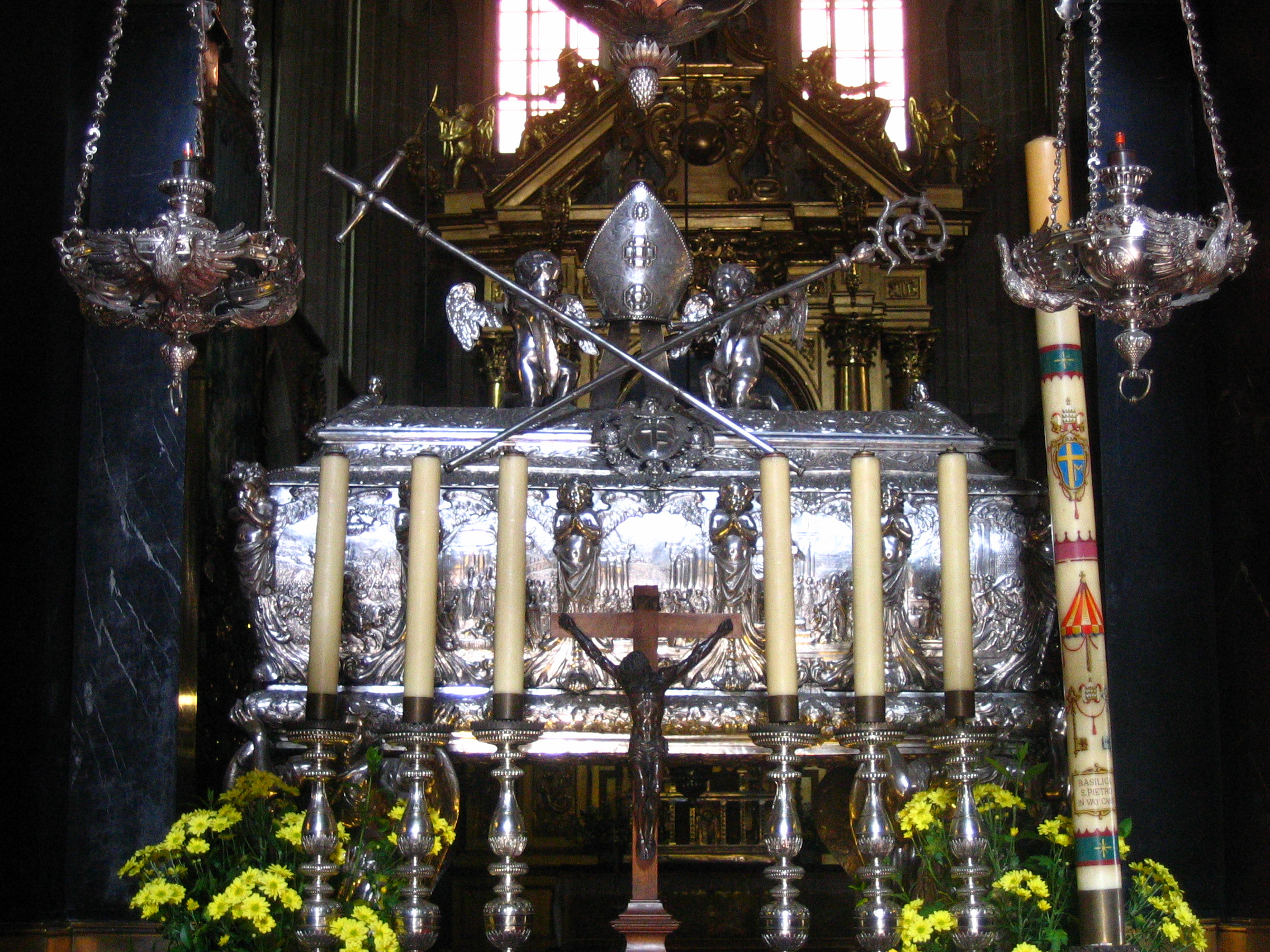
Konfesja św. Stanisława w katedrze na Wawelu

Jego rodzina pochodziła najprawdopodobniej z Nadrenii, był wyznania ewangelicko-reformowanego (kalwińskiego).
Był jednym z najświetniejszych złotników Gdańska w XVII w. Najsłynniejszym jego dziełem jest stworzony na zamówienie biskupa gnieźnieńskiego Wojciecha Pilchowicza relikwiarz Świętego Wojciecha, który został wykonany w 1662 roku. Powstawał on w Gdańsku przez ponad 3 lata. Przedstawiał półleżącą postać Świętego leżącego na sarkofagu, który był wsparty na sześciu orłach. Za wykonane ze srebra arcydzieło artysta dostał sumę 30 000 złotych polskich, co wystarczało w ówczesnych czasach na kupno ok. 500 wołów.
Relikwiarz przetrwał w katedrze gnieźnieńskiej do roku 1986, kiedy to został skradziony i przetopiony. Jednak dzięki gdańskiemu złotnikowi któremu złodzieje chcieli sprzedać srebrny złom, sprawcy kradzieży zostali schwytani przez Milicję Obywatelską a gdańscy złotnicy z odzyskanego srebra bardzo dokładnie odtworzyli relikwiarz, tak aby był zgodny z pierwowzorem.
Inne znaczące dzieła Petera von den Rennena to srebrny tron biskupi dla biskupstwa we Fromborku (nie przetrwał do dzisiaj) oraz trumienny relikwiarz Świętego Stanisława dla katedry wawelskiej (zamówiony przez krakowską kapitułę 2 maja 1669 roku).